# Sangaku

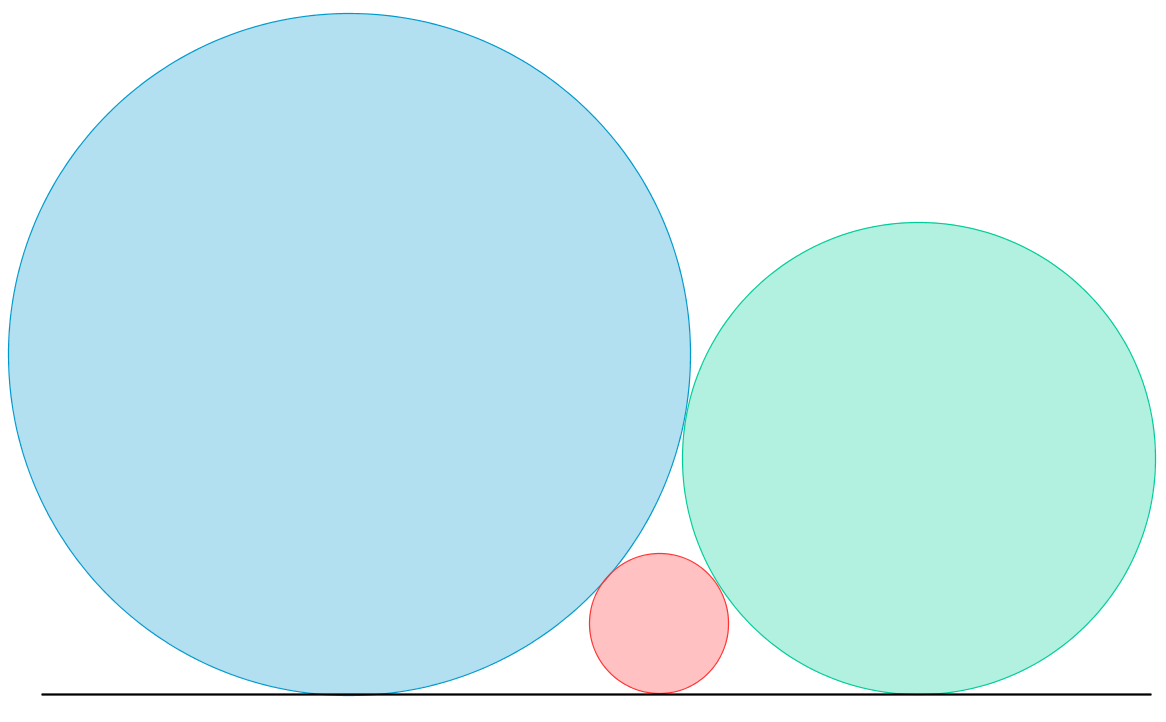
drie rakende cirkels met gemeenschappelijke raaklijn

voorbeeld

Sangaku of San Gaku (算額: wiskundig bord) zijn kunstig beschilderde houten borden met wiskundige opgaven uit de euclidische meetkunde gemaakt in Japan gedurende de Edoperiode (1603-1867).
Gedurende deze periode was Japan geheel geïsoleerd van de rest van de wereld, dus de borden waren voorzien van opgaven uit de  Japanse wiskunde, wasan, niet beïnvloed door westers wiskundig denken. Het fundamentele verband tussen een integraal en zijn afgeleide was bijvoorbeeld onbekend, zodat Sangakuproblemen over oppervlaktes en inhouden werden opgelost door ze uit te drukken in oneindige reeksen en term-voor-term-berekening.
De Sangaku werden in kleur geschilderd op houten borden, die op het terrein van tempels en Shinto-kapellen werden opgehangen door leden van alle sociale klassen als offers aan de goden of als uitdagingen voor de tempelgangers. Veel van de borden gingen verloren gedurende de periode van modernisering na de Edoperiode, maar men kent er nu nog ongeveer negenhonderd die bewaard zijn gebleven.
Een typisch probleem, gepresenteerd op een bord uit 1824 in de prefectuur Gunma, gaat over de relatie tussen drie elkaar rakende cirkels met een gemeenschappelijke raaklijn. Gegeven de stralen {\displaystyle r_{\text{links}}} en {\displaystyle r_{\text{rechts}}} van de twee buitenste grote cirkels, wat is de straal {\displaystyle r_{\text{midden}}} van de kleinste in het midden? Het antwoord is:
{\displaystyle {\frac {1}{\sqrt {r_{\text{midden}}}}}={\frac {1}{\sqrt {r_{\text{links}}}}}+{\frac {1}{\sqrt {r_{\text{rechts}}}}}}
Een van de Sangakuproblemen is de Japanse stelling.
Fujita Kagen (1765-1821), een Japanse wiskundige van naam, schreef in 1790 Shimpeki Sampo (Wiskundige problemen opgehangen in de tempel)  en in 1806 een vervolg Zoku Shimpeki Sampo.